# Анатомия эпидемии
«Анатомия эпидемии: стимуляторы, психотропные препараты и невероятный бум психических расстройств в США» (ориг.: Anatomy of an Epidemic: Magic Bullets, Psychiatric Drugs, and the Astonishing Rise of Mental Illness in America) — книга Роберта Уитакера, вышедшая в 2010 году в издательстве Crown Publishing Group. В книге автор исследует причины, по которым количество американцев, имеющих диагноз психического расстройства, за период с 1987 по 2003 год почти удвоилось. Автор пытается дать ответ на вопрос, почему так произошло, а кроме того, исследует долгосрочные перспективы для лиц с диагнозом психического расстройства в США. В апреле 2011 года Ассоциация журналистских и издательских расследований (Investigative Reporters and Editors, IRE) присудила книге свою премию за лучшее журналистское расследование 2010 года, заявив, что «эта книга представляет собой глубокий анализ медицинских и научных публикаций, богатый убедительными лаконичными примерами. В конечном счёте Уитакер критикует общепринятые представления о лечении психических расстройств медикаментозными методами».

## Краткое содержание
Уитакер начинает своё исследование с напоминания, что действие антипсихотиков, бензодиазепинов и антидепрессантов было открыто в качестве побочных эффектов во время исследований антигистаминных препаратов (прометазина), грамотрицательных антибиотиков (мефенезина) и противотуберкулёзных препаратов. В то время не были известны психотропные механизмы действия этих препаратов, и их сперва назвали сильными транквилизаторами (теперь эта группа препаратов называется антипсихотиками) из-за их способности вызывать «эйфорическое спокойствие», слабыми транквилизаторами (теперь — бензодиазепины) и стимулянтами (теперь — антидепрессанты) из-за способности вызывать у пациентов эффект «танцев в палатах». Эти препараты были разработаны в период бума фармацевтической индустрии, вызванного принятием поправки Дюрэма-Хамфри 1951 года, которая дала врачам монопольное право прописывать препараты, таким образом фактически осуществив слияние интересов врачей и фармацевтических компаний. Кроме того, в этот период фармацевтами были изобретены так называемые «волшебные пилюли», необычайно эффективные при некоторых симптомах таких заболеваний, как диабет, что дало повод рекламировать психотропные препараты по сходной схеме. Только много лет спустя были раскрыты механизмы действия психотропных препаратов, и на основе данных открытий были разработаны серотониновая гипотеза депрессии и дофаминовая гипотеза шизофрении.
Согласно анализу первичной литературы, проделанному Уитакером, пониженный уровень серотонина и повышенный уровень дофамина наблюдался у пациентов только после приёма антидепрессантов и антипсихотиков, но не до.

До сих пор нет ясных и убедительных доказательств того, что дефицит моноаминов вызывает депрессию; то есть не существует такой реальной проблемы, как «дефицит моноаминов».
Оригинальный текст (англ.)So far there is no clear and convincing evidence that monoamine deficiency accounts for depression; that is, there is no „real“ monoamine deficit.
— Stephen Stahl  Essential Psychopharmacology
Уитакер также опровергает теорию о «волшебных пилюлях» другим способом: он демонстрирует мифический характер распространённого мнения о том, будто изобретение аминазина (хлорпромазина) позволило практически освободить психиатрические клиники от пациентов. Он начинает с указания, что в конце 1940-х и в 1950-х годах примерно 75 % пациентов из числа тех, у кого был отмечен первый эпизод шизофрении, завершали лечение в течение не более чем трёх лет (аминазин был выпущен в 1955 году). Далее отмечается, что появление аминазина не улучшило показателей по выздоровлению среди пациентов, которым впервые был выставлен диагноз шизофрении. На самом деле, по мнению Уитакера, массовому освобождению психиатрических клиник от пациентов способствовало не появление нейролептических препаратов, а запуск в 1965 году государственных программ Medicare и Medicaid, которые предусматривали финансирование домов престарелых, но не предусматривали финансирования психиатрических клиник, что, естественно, повлекло массовое направление пациентов из психиатрических клиник в дома престарелых.
Автор поддерживает идею использования психотропных препаратов при психических расстройствах, но выступает за осторожное их назначение, отказ от мнения, что они «исправляют химический дисбаланс в организме» и за кратковременное их употребление.
По мнению Уитакера, массовое назначение психотропных препаратов пациентам приобретает черты ятрогенной эпидемии: причиной нарушений работы мозга пациентов в действительности становятся назначаемые ему медикаменты.
Автор считает, что ореол славы «чудо-препаратов», первое время сопровождавший психотропные медикаменты, давно исчез. Он считает активную рекламу популярных атипичных антипсихотиков «одной из наиболее возмутительных страниц истории психиатрии, поскольку одно научное исследование за другим показывает, что их эффективность нисколько не выше эффективности антипсихотиков первого поколения».
Уитакер приводит в пример метод профессора Яаакко Сейккулы из больницы города Торнио (Финляндия), который назначает медикаменты пациентам в ограниченных количествах, что приводит к положительным результатам. Также Уитакер считает, что пациенты с диагнозом депрессии должны заниматься физическими упражнениями. Например, в Великобритании физические упражнения оказались настолько эффективными при депрессии, что доктор может прописать физические упражнения в качестве лечения. Исследования показали значительную эффективность физических упражнений, даже в краткосрочной перспективе.
Уитакер предостерегает от назначения медикаментов детям. Автор отмечает, что ребёнку могут прописать целый «коктейль» препаратов с целью корректировки его поведения, но в результате такого небрежного отношения через несколько лет ребёнка можно превратить в инвалида.

## Обзор данных исследований и статистики
Уитакер потратил полтора года на изучение материалов для этой книги. Некоторые из важнейших исследований помещены на сайте автора.